# Campeonato Pernambucano Série A2 2019
In 2019 werd de 26ste editie van het Campeonato Pernambucano Série A2 gespeeld voor voetbalclubs uit de Braziliaanse staat Pernambuco. De competitie werd georganiseerd door de FPF en werd gespeeld van 27 juli tot 9 november. Decisão werd kampioen. 

## Eerste fase
| Plaats | Club               | Wed. | W | G | V | Saldo | Ptn. |
| ------ | ------------------ | ---- | - | - | - | ----- | ---- |
| 1.     | Retrô Brasil       | 7    | 3 | 4 | 0 | 10:5  | 13   |
| 2.     | Porto              | 7    | 3 | 4 | 0 | 8:3   | 13   |
| 3.     | Decisão            | 7    | 3 | 3 | 1 | 11:4  | 12   |
| 4.     | Vera Cruz          | 7    | 3 | 3 | 1 | 7:8   | 12   |
| 5.     | Centro Limoeirense | 7    | 1 | 3 | 3 | 5:7   | 6    |
| 6.     | Íbis               | 7    | 1 | 3 | 3 | 4:8   | 6    |
| 7.     | 1° de Maio         | 7    | 1 | 2 | 4 | 6:11  | 5    |
| 8.     | Ipojuca            | 7    | 0 | 4 | 3 | 5:10  | 4    |

|  | Gekwalificeerd voor tweede fase |

## Tweede fase
| Plaats | Club               | Wed. | W | G | V | Saldo | Ptn. |
| ------ | ------------------ | ---- | - | - | - | ----- | ---- |
| 1.     | Vera Cruz          | 5    | 4 | 0 | 1 | 8:3   | 12   |
| 2.     | Retrô Brasil       | 5    | 3 | 2 | 0 | 6:1   | 11   |
| 3.     | Decisão            | 5    | 2 | 2 | 1 | 4:1   | 8    |
| 4.     | Porto              | 5    | 1 | 1 | 3 | 4:6   | 4    |
| 5.     | Íbis               | 5    | 1 | 1 | 3 | 3:5   | 4    |
| 6.     | Centro Limoeirense | 5    | 1 | 0 | 4 | 3:12  | 3    |

|  | Gekwalificeerd voor derde fase |

## Derde fase
| Plaats | Club         | Wed. | W | G | V | Saldo | Ptn. |
| ------ | ------------ | ---- | - | - | - | ----- | ---- |
| 1.     | Decisão      | 3    | 1 | 2 | 0 | 3:2   | 5    |
| 2.     | Retrô Brasil | 3    | 1 | 1 | 1 | 3:3   | 4    |
| 3.     | Vera Cruz    | 3    | 1 | 1 | 1 | 2:2   | 4    |
| 4.     | Porto        | 3    | 0 | 2 | 1 | 3:4   | 2    |

|  | Gekwalificeerd voor finale |

## Finale
|                  |                                            |       |                                     | |
| 9 november 19:00 | Retrô Brasil                               | 2 – 2 | Decisão                             | Arena de Pernambuco, São Lourenço da Mata Toeschouwers: 1.326 Scheidsrechter: Rodrigo José Pereira de Lima |
| 9 november 19:00 | Sillas Gomes 1' Douglas Bomba 52'          |       | 44' Luan 64' Anenílson              | Arena de Pernambuco, São Lourenço da Mata Toeschouwers: 1.326 Scheidsrechter: Rodrigo José Pereira de Lima |
| 9 november 19:00 | Strafschoppen                              |       |                                     | Arena de Pernambuco, São Lourenço da Mata Toeschouwers: 1.326 Scheidsrechter: Rodrigo José Pereira de Lima |
| 9 november 19:00 | Joélson Arlan Jeremias Léo Cotia Luquinhas | 2 - 3 | Pedro Maycon Adenilson Sávio Renato | Arena de Pernambuco, São Lourenço da Mata Toeschouwers: 1.326 Scheidsrechter: Rodrigo José Pereira de Lima |

## Kampioen
| Campeonato Pernambucano de 2019 - Série A2 |
| Pernambuco                                 |
| ------------------------------------------ |
| DECISÃO Kampioen (1° titel)                |